# Émile Jahandiez
Émile Jahandiez (7 mars 1876 à Mortagne-au-Perche, Orne - 20 septembre 1938 à Carqueiranne, Var), est un explorateur et botaniste amateur français qui se spécialisa aussi en bryologie.

## Biographie
En 1901 les frères Albert et Émile Jahandiez s'installent à Carqueiranne, au lieu-dit du Pont-des-Salettes. Deux ans plus tard, ils commencent l'aménagement d'un jardin d'acclimatation, progressivement enrichi grâce aux collectes d'Émile en Espagne, en Afrique du Nord et aux Canaries, d'où il ramène essentiellement des plantes succulentes. Après la première guerre mondiale, pour des raisons économiques, il doit donner à ce jardin botanique un rôle d'horticulture commerciale spécialisée dans les plantes succulentes, les cactées et les mimosées. Cela le fait connaître et apprécier par tous les spécialistes européens, et permet à Émile Jahandiez de multiplier ses herborisations dans le Var, et d'entreprendre, avec Abel Albert, la rédaction du « Catalogue des plantes qui croissent naturellement dans le département du Var ». Publié en 1908, ce catalogue inventorie 2234 taxons, et demeure une référence botanique de ce département. En décembre 1909, Jahandiez contribue à créer la Société d’Histoire naturelle de Toulon (actuellement Société de Sciences naturelles et d’Archéologie de Toulon et du Var), dont il sera le premier Secrétaire puis le Président. En 1929, il publie « Les Iles d’Hyères. Monographie des îles d'Or », première synthèse sur l'histoire et l'histoire naturelle des îles d'Hyères.

## Publications

### Articles
- 1908. Le Vieux gattilier de Carqueiranne (Var) détruit le 29 octobre 1908. 3 pp.
- 1912a. Note sur les plantes hygrométriques et reviviscentes. Impr. du Var. 3 pp.
- 1912b. Essai de bibliographie mycologique varoise. Impr. du Var. 3 pp.
- 1912c. Recherches sur la germination des graines de genévrier. Impr. de Mouton. 3 pp.
- 1913a. Souvenirs d'herborisation aux îles Canaries. La forêt de l'Agua Garcia. Impr. marseillaise. 4 pp.
- 1913b. Echium et statice arborescents des îles Canaries, leur culture en plein air en Provence. Ed. Impr. de Barlatier. 13 pp.
- 1914. Souvenirs des îles Canaries. Une herborisation dans un cratère. Impr. marseillaise. 8 pp.

### Livres
- 1911. Excursion aux gorges du Verdon et sur les limites des départements du Var, des Basses-Alpes et des Alpes-Maritimes, par É. Jahandiez & R. Mollandin de Boissy. - Recherches sur la germination des graines de genévrier. Impr. de T. Combe. 31 pp.
- Abel Albert & Émile Jahandiez. 1908. Catalogue des plantes vasculaires qui croissent naturellement dans le département du Var. Librairie des Sciences naturelles Paul Klincksieck. [I]-XLIV, [1]-613 pp.
- 1912. Excursion botanique dans le canton de Comps et à la montagne de la Chens (Var). Ed. Impr. du Var. 30 pp.
- 1929. Les îles d'Hyères : histoire, description, géologie, flore, faune. éd. Rebufa & Rouard, Toulon. 447 pp. Réédité 1997  (ISBN 2-7348-0443-3)
- P. Font i Quer, É Jahandiez, R. Maire, J.A. Battandier, L Ducellier, L. Emberger. Catalogue des plantes du Maroc spermatophytes et ptéridophytes.
- Émile Jahandiez & R. Maire. 1934. Catalogue des plantes du Maroc spermatophytes et ptéridophytes. T. 3 Dicotylédones gamopétalees esice et Supplément aux vol. 1 et 2
- É. Jahandiez † A. Guillaumin, D. Bois. 1947. Les Plantes grasses autres que les cactées. 2e éd. révisée par A. Guillaumin

## Hommages
Espèces
- (Asteraceae) Andryala jahandiezii Maire 1927
- (Boraginaceae) Echium jahandiezii Sennen & Mauricio 1936
- (Crassulaceae) Sedum jahandiezii Batt. 1921
- (Ericaceae) Rhododendron jahandiezii H.Lév. 1914
- (Poaceae) Avenochloa jahandiezii  (Litard.) Holub 1962